# Алье (река)

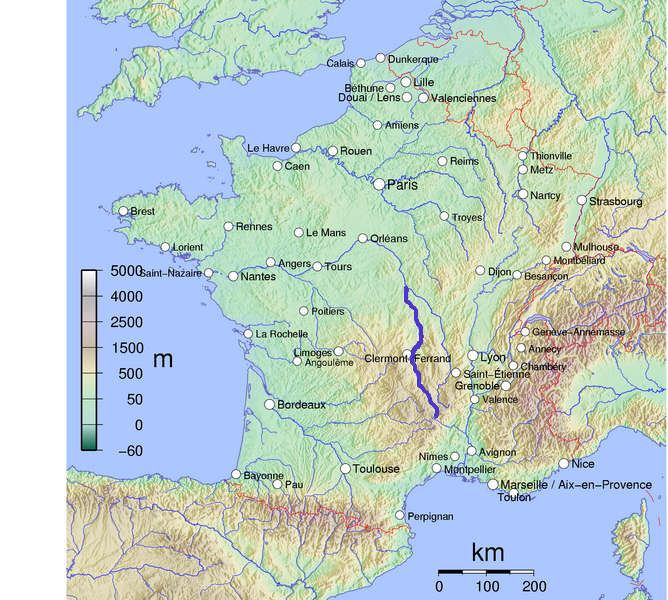

Алье́ (фр. Allier) — река в Центральной Франции, один из крупных притоков Луары. Длина 421 км, средний расход воды 140 м³/с. Площадь бассейна 14321 км².
Река Алье с зимним паводком, с декабря по март включительно максимум в январе-феврале. Самый низкий уровень воды в реке летом, в период с июля по сентябрь включительно. Её источник находится в Центральном массиве. Она течёт в целом по направлению на север. На Алье стоит Мулен — столица одноимённого реке французского департамента.
Река Алье для южной части Европы уникальна тем, что пресноводный хариус здесь встречается в естественной среде обитания.